# Holger Hieronymus
Holger Hieronymus (Amburgo, 22 febbraio 1959) è un ex calciatore tedesco, di ruolo difensore. Con la nazionale tedesca fu  vicecampione del mondo  nel 1982.

## Carriera
Iniziò a giocare nel TuS Hamburg all'età di sei anni, quindi passa all'Amburgo per 75.000 marchi, nel 1979. L'anno seguente esordì in Bundesliga e giocò la finale della Coppa dei Campioni persa contro il Nottingham Forest allo Stadio Santiago Bernabéu il 28 maggio 1980. L'Amburgo ottenne due volte la posizione di vicecampione nei due anni seguenti tanto che Hieronymus vinse il suo primo trofeo nel 1982 quando la squadra vinse il campionato. In quell'anno perse anche la finale della Coppa UEFA contro l'IFK Göteborg allenato da Sven-Göran Eriksson.
Nel 1983 rivinse la Bundesliga e agguantò la Coppa dei Campioni persa tre anni prima battendo in finale, ad Atene, la Juventus.
La sua carriera s'interruppe il 31 marzo 1984 in un incontro di Bundesliga contro il Waldhof Mannheim: a un quarto d'ora dal termine patì un infortunio ai legamenti crociati con interessamento del legamento del deltoide, che provocò anche problemi al menisco e alle cartilagini. Questo lo costrinse all'abbandono dell'attività nel 1985, a 26 anni, dopo 121 partite giocate in Bundesliga arricchiti da 7 gol, sempre con la maglia dell'Amburgo.
Con la Nazionale ha giocato dal 1981 al 1982 in tre occasioni, sempre in sostituzione di qualche compagno.
Dopo il ritiro ha fondato un centro sportivo per obesi e, più tardi, con l’ex compagno di squadra Ditmar Jakobs (la cui carriera fu anch'essa stroncata da un incidente), fondò un centro di riabilitazione motoria. Nel 1997 torna al suo vecchio quale marketing manager. Dal 1998 al 2002 operò quale general manager. Nel 2005 ottiene un posto di comando nella DFL Deutsche Fußball Liga GmbH.

## Palmarès

### Club

#### Competizioni nazionali
- Campionato tedesco: 2

Amburgo: 1981-1982, 1982-1983

#### Competizioni internazionali
- Coppa dei Campioni: 1

Amburgo: 1982-1983

## Statistiche

### Cronologia presenze e reti in nazionale
| Cronologia completa delle presenze e delle reti in nazionale ― Germania Ovest | Cronologia completa delle presenze e delle reti in nazionale ― Germania Ovest | Cronologia completa delle presenze e delle reti in nazionale ― Germania Ovest | Cronologia completa delle presenze e delle reti in nazionale ― Germania Ovest | Cronologia completa delle presenze e delle reti in nazionale ― Germania Ovest | Cronologia completa delle presenze e delle reti in nazionale ― Germania Ovest | Cronologia completa delle presenze e delle reti in nazionale ― Germania Ovest | Cronologia completa delle presenze e delle reti in nazionale ― Germania Ovest |
| Data                                                                          | Città                                                                         | In casa                                                                       | Risultato                                                                     | Ospiti                                                                        | Competizione                                                                  | Reti                                                                          | Note                                                                          |
| ----------------------------------------------------------------------------- | ----------------------------------------------------------------------------- | ----------------------------------------------------------------------------- | ----------------------------------------------------------------------------- | ----------------------------------------------------------------------------- | ----------------------------------------------------------------------------- | ----------------------------------------------------------------------------- | ----------------------------------------------------------------------------- |
| 2-9-1981                                                                      | Chorzów                                                                       | Polonia                                                                       | 0 – 2                                                                         | Germania Ovest                                                                | Amichevole                                                                    | -                                                                             | 83’                                                                           |
| 12-5-1982                                                                     | Oslo                                                                          | Norvegia                                                                      | 2 – 4                                                                         | Germania Ovest                                                                | Amichevole                                                                    | -                                                                             | 46’                                                                           |
| 13-10-1982                                                                    | Londra                                                                        | Inghilterra                                                                   | 1 – 2                                                                         | Germania Ovest                                                                | Amichevole                                                                    | -                                                                             | 5’                                                                            |
| Totale                                                                        |                                                                               | Presenze                                                                      | 3                                                                             |                                                                               | Reti                                                                          | 0                                                                             |                                                                               |